# باشگاه فوتبال وینچستر سیتی
باشگاه فوتبال وینچستر سیتی (به انگلیسی: Winchester City Football Club) یک باشگاه فوتبال در شهر وینچستر، کشور انگلستان است که در سال ۱۸۸۴ میلادی تأسیس شده‌است.